# 熊澤峰夫
熊澤 峰夫（くまざわ みねお、1934年 - ）は、日本の地球科学者。
1961年名古屋大学大学院（地球科学専攻）修了。同年名古屋大学 理学博士。「岩石の物性に関する研究 I 地震波の伝幡と岩石の圧電気性による電磁場の変化 II 岩石鉱物の非靜水圧場における熱力学的考察とその安定方位」。名古屋大学理学部助手、助教授を経て、東京大学理学部地球物理学科教授。その後、名古屋大学理学部地球惑星科学科教授を経て、名古屋大学名誉教授。東京工業大学地球生命研究所リサーチアドバイザー。父は植物学者の熊沢正夫。
全地球史解読プロジェクト代表。

## 著書
- 熊澤峰夫・丸山茂徳編　『プルームテクトニクスと全地球史解読』　岩波書店、2002年、ISBN 4-00-005945-9。
- 熊澤峰夫・伊藤孝士・吉田茂生編　『全地球史解読』　東京大学出版会、  2002年、ISBN 4-13-060741-3